# Oeclidius hades
Oeclidius hades är en insektsart som beskrevs av Ronald Gordon Fennah 1973. Oeclidius hades ingår i släktet Oeclidius och familjen Kinnaridae. Inga underarter finns listade i Catalogue of Life.